# Вільхівська сільська рада (Харківський район)
Вільхі́вська сільська́ ра́да — адміністративно-територіальна одиниця та орган місцевого самоврядування в Харківському районі Харківської області. Адміністративний центр — село Вільхівка.

## Загальні відомості
Вільхівська сільська рада утворена в 1923 році.
- Територія ради: 80,87 км²
- Населення ради: 2 044 особи (станом на 2001 рік)

## Населені пункти
Сільській раді були підпорядковані населені пункти:
- с. Вільхівка
- с. Верхня Роганка
- с. Сороківка
- с. Степанки

## Склад ради
Рада складалася з 16 депутатів та голови.
- Голова ради: Ємець Юрій Іванович
- Секретар ради: Мельник Віта Генадіївна

### Керівний склад попередніх скликань
| Прізвище, ім'я, по батькові | Основні відомості                                                         | Дата обрання | Дата звільнення |
| --------------------------- | ------------------------------------------------------------------------- | ------------ | --------------- |
| Ємець Юрій Іванович         | Сільський голова, 1966 року народження, освіта вища, позапартійна         | 26.03.2006   | 31.10.2010      |
| Ємець Юрій Іванович         | Сільський голова, 1966 року народження, освіта вища, член Партії регіонів | 31.10.2010   |                 |

Примітка: таблиця складена за даними сайту Верховної Ради України

### Депутати
За результатами місцевих виборів 2010 року депутатами ради стали:

#### За суб'єктами висування
| Суб'єкт висування                                       | Кількість обраних депутатів | %    |
| ------------------------------------------------------- | --------------------------- | ---- |
| Партія регіонів                                         | 12                          | 75   |
| Комуністична партія України                             | 2                           | 12,5 |
| Політична партія Всеукраїнське об'єднання «Батьківщина» | 1                           | 6,3  |
| Самовисування                                           | 1                           | 6,3  |

#### За округами
| № округу                                                | Прізвище, ім'я, по батькові     | Дата визнання обраним | Освіта             | Партійна приналежність                        | Відомості про обраного депутата            |
| ------------------------------------------------------- | ------------------------------- | --------------------- | ------------------ | --------------------------------------------- | ------------------------------------------ |
| Комуністична партія України                             |                                 |                       |                    |                                               |                                            |
| 5                                                       | Сосєдко Дмитро Борисович        | 01.11.2010            | вища               | позапартійний                                 | Комерційн. Відділ АТ"Пульс", менеджер      |
| 16                                                      | Кісільов Дмитро Григорович      | 01.11.2010            | середня            | позапартійний                                 | пенсіонер                                  |
| Партія регіонів                                         |                                 |                       |                    |                                               |                                            |
| 1                                                       | Михайловська Наталія Вікторівна | 01.11.2010            | середня спеціальна | член Партії регіонів                          | Сільськабібліотека, бібліотекар            |
| 2                                                       | Олійник Зоя Олексіївна          | 01.11.2010            | середня            | член Партії регіонів                          | тимчасово не працює                        |
| 3                                                       | Карпенко Алла Іванівна          | 01.11.2010            | вища               | член Партії регіонів                          | пенсіонер                                  |
| 4                                                       | Мельник Віта Геннадіївна        | 01.11.2010            | вища               | член Партії регіонів                          | Вільхівськасільськарада, секретарвиконкому |
| 8                                                       | Польовик Ірина Степанівна       | 01.11.2010            | вища               | член Партії регіонів                          | пенсіонер                                  |
| 9                                                       | Овсянніков Василь Вікторович    | 01.11.2010            | середня спеціальна | член Партії регіонів                          | пенсіонер                                  |
| 10                                                      | Сергєєв Іван Тарасович          | 01.11.2010            | середня            | член Партії регіонів                          | пенсіонер                                  |
| 11                                                      | Бєлєвцов Сергій Федорович       | 01.11.2010            | середня            | член Партії регіонів                          | КП"Харківськітепловімережі", водій         |
| 12                                                      | Карпенко Ігор Ілліч             | 01.11.2010            | середня            | член Партії регіонів                          | тимчасово не працює                        |
| 13                                                      | Долженкова Валентина Семенівна  | 01.11.2010            | середня            | член Партії регіонів                          | пенсіонер                                  |
| 14                                                      | Шестопалова Наталя Яківна       | 01.11.2010            | середня            | позапартійна                                  | с. Сороківка, приватнийпідприємець         |
| 15                                                      | Глобак Лариса Леонтіївна        | 01.11.2010            | середня спеціальна | член Партії регіонів                          | с. Сороківка, завідуючаклубом              |
| Політична партія Всеукраїнське об'єднання «Батьківщина» |                                 |                       |                    |                                               |                                            |
| 6                                                       | Куркіна Любов Іванівна          | 01.11.2010            | вища               | член Всеукраїнського об'єднання «Батьківщина» | пенсіонер                                  |
| Самовисування                                           |                                 |                       |                    |                                               |                                            |
| 7                                                       | Пазиніна Марина Олександрівна   | 01.11.2010            | середня            | позапартійна                                  | Контролер, «Харківобл-енерго»              |